# Accademia americana di arti drammatiche
L'Accademia americana di arti drammatiche (American Academy of Dramatic Arts - AADA) è un'accademia privata i cui corsi di cinema, teatro e televisione hanno una durata di due anni. I suoi campus sono situati al 120 di Madison Avenue a New York, in un edificio progettato dal famoso architetto Stanford White originariamente per il Colony Club, e al 1336 North di La Brea Avenue a Los Angeles.
L'Accademia venne fondata a New York nel 1884 per formare attori teatrali e fu la prima scuola degli Stati Uniti d'America ad offrire un'istruzione professionale nel campo della recitazione. Nel 1974 l'Accademia aprì un altro campus a Pasadena, in California rendendola così presente in entrambi i principali centri dell'attività teatrale statunitense. Il campus venne trasferito da Pasadena a Hollywood nel 2001 in un edificio dove precedentemente sorgevano gli "studios" di Charlie Chaplin.
Sebbene non vi siano dormitori o alloggi nel campus, gli studenti possono stipulare accordi speciali con l'Accademia per la propria sistemazione. L'Accademia fa inoltre circolare una lista con le informazioni per contattare i nuovi studenti così che sia più facile trovare qualcuno a cui affittare una stanza o con cui condividerla.
Gli studenti che si laureano a New York ricevono una "laurea di socio negli studi professionali" ("Degree of Associate in Occupational Studies"); gli studenti che invece si laureano a Hollywood ricevono un "certificato di completamento" ("Certificate of Completion") o di "socio delle arti laureato in recitazione" ("Associate of Arts Degree in Acting").
Numerosi studenti dell'Accademia si sono distinti del campo dell'industria dell'intrattenimento, ricevendo candidature per il Tony Award, il Premio Oscar e il Premio Emmy.